# Ionlaser
Een ionlaser is een gaslaser waarbij het actief medium uit een geïoniseerd gas bestaat.
Voorbeelden zijn de argonlaser en de kryptonlaser. De laser wordt gepompt door een elektrische boogontlading door het gas. Het gas wordt door de ontlading eerst geïoniseerd. Het gas bevindt zich in een afgesloten buis. Aan de uiteinden van de buis bevinden zich dikwjls brewstervensters voor polarisatie van het licht. Een ionlaser is niet heel efficiënt, maar wel betrouwbaar. Hij is dus niet te maken in hoge vermogens.